# Martin Heinrich Wilckens
Martin Heinrich Wilckens (* 15. April 1834 in Bremen; † 30. April 1882 ebenda) war ein deutscher Jurist und Politiker.

## Leben
Als Sohn eines Arztes geboren, ging Wilckens auf die Gelehrtenschule in Bremen. Er studierte Rechtswissenschaften in Heidelberg und Göttingen. Während seines Studiums wurde er 1855 Mitglied der Burschenschaft Hannovera Göttingen. 1858 wurde er in Göttingen zum Dr. iur. promoviert. Nach seinem Examen wurde er Advokat in Bremen. Von 1864 bis 1866 war er Mitglied des Direktoriums der Sparkasse Bremen. 1867 trat er in den Dienst der Freien Hansestadt Bremen und wurde zum Polizeisekretär ernannt, dem nach dem Senator höchsten Beamten der Polizeidirektion Bremen. Ab 1873 war er als Rechtsanwalt und Notar tätig. Von 1874 bis 1878 war er Mitglied der Bremischen Bürgerschaft.